# Pupuan Sawah
Pupuan Sawah is een bestuurslaag in het regentschap Tabanan van de provincie Bali, Indonesië. Pupuan Sawah telt 880 inwoners (volkstelling 2010).